# Ouratea boliviana
Ouratea boliviana är en tvåhjärtbladig växtart som beskrevs av Van Tiegh.. Ouratea boliviana ingår i släktet Ouratea och familjen Ochnaceae. Inga underarter finns listade i Catalogue of Life.